# 1527
1527 (MDXXVII) a fost un an comun al calendarului iulian, care a început într-o zi de marți.

## Evenimente
- 6 mai: Trupele spaniole și germane conduse de Ducele de Bourbon au jefuit Roma, papa Clement al VII-lea fiind forțat să facă pace cu Carol al V-lea.

## Nașteri
- 31 iulie: Maximilian al II-lea, împărat roman (d. 1576)

- Giuseppe Arcimboldo, pictor italian (d. 1593)

## Decese
- 14 ianuarie: Ștefăniță (Ștefan IV), 20 ani, domn al Moldovei (1517-1527), (n. 1506)
- 21 iunie: Niccolò Machiavelli (n. Niccolò di Bernardo dei Machiavelli), 58 ani, om politic și scriitor italian (n. 1469)